# Димитър Бълхов
Димитър Гьонов Бълхов (1902 – 20 февруари 1931) е български анархист и член на комитета за подпомагане на въстаниците в Килифаревското въстание от 1923 година.
След погрома на въстанието Димитър Бълхов се укрива при брат си Дончо и съпругата си Надежда Попова, сестра на Георги Попов. Четата, създадена след смъртта на Попов, продължава да действа и след Атентата в църквата „Света Неделя“ от 1925 г., извършен от БКП. Част от тези бойци, заедно с Георги Шейтанов, се отправят към Южна България, другата част от тях, заедно с анархиста Моско Рашев, остават в района на Горна Оряховица. През лятото същата година Димитър успява да пътува до Южна България и да отиде в Югославия като политически емигрант. Там той живее с емигрантска група в Голям Бекерек и работи на гарата като общ работник, обслужващ вагоните с въглища.
През есента на 1927 г. Димитър Булхов пътува по нелегален начин през Австрия и Франция, където се установява да живее и работи по професията си като дърводелец в град Тулуза под името Георгий Гайдаров. Бил е по природа много весел, без да остави някакво впечатление като на борец с твърда ръка, от когото са треперели властите в търновския район. През 1924 и 1925 г., когато властите тръгват да настройват населението срещу него, в Килифарево и Дебелец се заселват военни, които населението трябва да храни. Булхов често идвал в тези села и наказвал колаборантите и полицаите.
Надежда Попова излежава само три години от присъдата си и при обявената амнистия, а и вече болна от туберкулоза, е освободена и се завръща в Килифарево. През същата 1929 г. заминава за Югославия. Там се среща с годеника си Димитър Бълхов, който страда от същата болест. Двамата решават да заминават за френския град Тулуза, където да се опитат да се излекуват от заболяването. През 1931 г. Бълхов умира. Надежда е принудена да даде детето им за осиновяване от френско семейство и се завръща в България, където умира на 23 септември 1932 г. в родното Килифарево, самотна и забравена от всички.